# الخدمة الوطنية والمدنية في إسرائيل

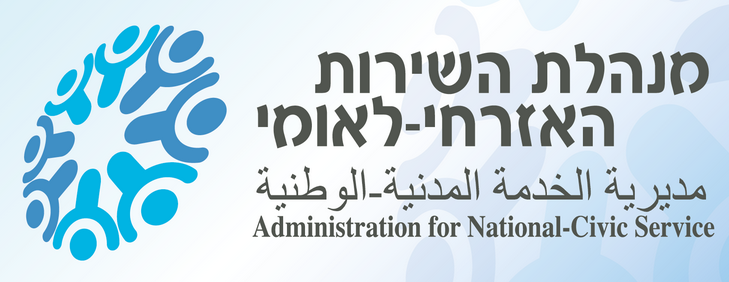

خدمة وطنية (بالعبرية: שירות לאומי) هي خدمة وطنية طوعية بديلة في إسرائيل لأولئك الذين هم غير مؤهلين للخدمة في الجيش الإسرائيلي، ممن حصلوا على إعفاء من الخدمة العسكرية أو ينتموا لعرب 48، تُنفذ الخدمة بالمكاتب الحكومية التالية: وزارة التعليم؛ وزارة الرفاه؛ وزارة العدل؛ وزارة الصحة؛ وزارة الاقتصاد؛ وزارة الأمن الداخلي؛ مؤسسة التأمين الوطني، وجمعيات مدنية أخرى، مقابل تقديم تسهيلات مالية للمشاركين في الخدمة المدنية، منها: أجر شهري، وهبات للتعليم أو المسكن في حال إنهاء فترة الخدمة الكاملة لمدة سنتين.

## نشأة الخدمة الوطنية
سُنّ قانون الخدمة الوطنية في إسرائيل عام 1953، كعرض لخدمة بديلة للسكان المعفيين من الخدمة العسكرية، واستهدف بالأساس النساء اليهوديات المتدينات، إلا أن تطبيقه بدأ عام 1979 بشكل جزئي ومحدود، مع زيادة وتيرة المطالبة بضم اليهود الحريديم والسكان الفلسطينيين في إسرائيل لمشروع الخدمة الوطنية في سنوات التسعين، وعلى إثر توصيات لجنة «بن شالوم» عام 1997 التي تطرقت إلى فتح أبواب الخدمة الوطنية التطوعية لكل من لم يخدم في الجيش، اتخذ مكتب رئيس الحكومة بنيامن نتنياهو في حزيران 1998 قرارا ببلورة خطة تلزم الشباب العرب بأداء خدمة وطنية، كما وأوصت لجنة «عبري» بفتح إطار الخدمة الوطنية للشباب العرب، وأن ينشأ إطار بديل يمكن الشباب العرب من التطوع لمصلحة وخدمة الدولة التي يعيشون فيها ضمن المشروع الأمني الإسرائيلي.

## الخدمة الوطنية لعرب 48
تسعى الحكومة الإسرائيليّة إلى تشجيع اندماج الشباب العرب في مشروع الخدمة المدنيّة بواسطة استعمال تعريفات حياديّة ومدنيّة للمشروع، إلى جانب أجر شهريّ رمزيّ وتسهيلات وهبات ماليّة يتلقونها عند الانتهاء من الخدمة الكاملة.
أنشأت الحكومة الإسرائيليّة عام 2007 مديريّة لإدارة مشروع الخدمة المدنيّة الخاصة بالفئات التي لا تؤدي الخدمة العسكريّة الإلزاميّة. ترصد الحكومة الإسرائيليّة ميزانيّات لهذه الغايات منها ميزانيّات مباشرة عبر الوزارات المختلفة، بلغت 225 مليون شيكل عام 2010 وبلغت 257 مليون شيكل عام 2011. وبحسب تقرير مراقب الدولة الذي نُشر في العام 2021، بلغت ميزانية المديريّة 756 مليون شيكل، وبلغت نسبة المتطوعين العرب في العام 2020 نحو 26% أي ما يعادل 4586 متطوعًا، ونحو 90% منهم من النساء.
من خلال استطلاع رأي النخب السياسية العربية جملة وتفصيلا، تبيّن أن القيادات والنخب العربية المستقلة، أي الأحزاب العربية، تعارض مشروع الخدمة الوطنية بشدة، بالرغم من التسهيلات المالية التي يقدمها مشروع الخدمة الوطنية والترويج له بمصطلحات ومفاهيم مدنية، ما زال المشروع مرفوضًا على جزء كبير من المجتمع العربي، ويُنظر إليه كمشروع مرتبط مع المؤسسة الأمنية الإسرائيلية، أو على الأقل أداة من الأدوات الأمنية، يهدف إلى تحقيق أهداف سياسية واسعة ويرمي إلى إضعاف مركبات الهوية القومية الفلسطينية والمطالب السياسية الجماعية، وأنه جاء كرد على التحولات في الموقف والسلوك السياسيين للعرب في إسرائيل وفشل سياسات الأسرلة والاحتواء التقليدية، بينما بيّن الاستطلاع تقبّل القيادات السياسية العربية الفاعلة ضمن أحزاب ومؤسسات سياسية صهيونية.